# Баварско-Ландсхутское герцогство
Бава́рско-Ла́нсгутское герцогство (нем. Bayern-Landshut) — герцогство в составе Священной Римской империи, существовавшее в 1353—1503 годах. Столица — Ландсхут, основная резиденция правителей — Траусниц.

## История

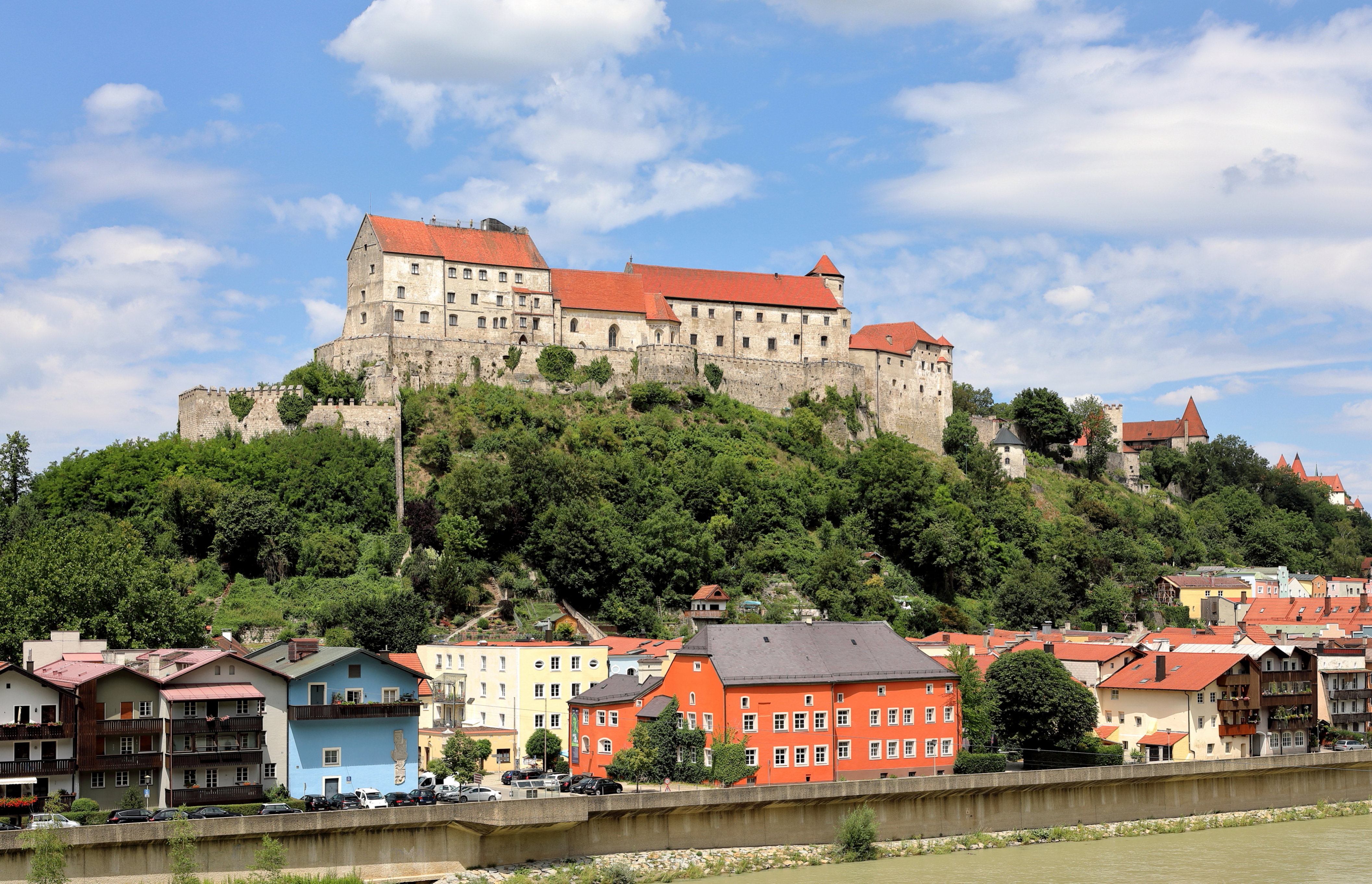
Замок Бургхаузен — одна из резиденций ландсхутских Виттельсбахов

Когда в 1347 году умер император Людвиг IV из династии Виттельсбахов, то сначала его пятеро сыновей правили его владениями совместно, а затем, по Ландсбергскому договору 1349 года, наследство было разделено. Стефан, Вильгельм и Альбрехт стали совместно править Нижней Баварией и Нидерландами. Четыре года спустя наследство было поделено далее, и по Регенсбургскому договору 1353 года Стефан получил новосозданное Баварско-Лансгутское герцогство. В 1363 году Стефан стал также и герцогом Верхней Баварии, которая в результате была присоединена к Баварско-Лансгутскому герцогству. 
После смерти Стефана три его сына правили герцогством совместно до 1392 года, когда оно было разделено вновь, выделив отдельные герцогства Баварско-Мюнхенское и Баварско-Ингольштадтское.
По решению императора в 1429 году оставшееся без правителя Баварско-Штраубингское герцогство было разделено на три части, одна из которых вошла в состав Баварско-Ландсхутского герцогства. В 1447 году к Баварии-Ландсхут было присоединено Баварско-Ингольштадтское герцогство.
В 1505 году после войны за ландсхутское наследство Баварско-Ландсхутское герцогство было разделено между Баварско-Мюнхенским герцогством и новосозданным герцогством Пфальц-Нойбург.

## Герцоги Баварско-Ландсхутские
- Стефан II (1347—1375)
- Иоганн II, Стефан III и Фридрих (1375—1392)
- Фридрих (1392—1393)
- Генрих XVI (1393—1450)
- Людвиг IX (1450—1479)
- Георг (1479—1503)